# Eublemma brunneifusa
Eublemma brunneifusa là một loài bướm đêm trong họ Erebidae.